# Nuoto ai campionati mondiali di nuoto 2015 - 400 metri stile libero maschili
La gara dei 400 metri stile libero maschili si è svolta il 2 agosto 2015 presso la Kazan Arena e vi hanno preso parte 68 atleti provenienti da 58 nazioni. Le batterie si sono svolte la mattina mentre la finale la sera.

## Medaglie
| Posizione | Atleta        | Nazionalità |
| --------- | ------------- | ----------- |
| Oro       | Sun Yang      | Cina        |
| Argento   | James Guy     | Regno Unito |
| Bronzo    | Ryan Cochrane | Canada      |

## Record
Prima della manifestazione il record del mondo (WR) e il record dei campionati (CR) erano i seguenti.
| Record mondiale       | 3'40"07 | Paul Biedermann Germania | 26 luglio 2009 Roma, Italia |
| Record dei campionati | 3'40"07 | Paul Biedermann Germania | 26 luglio 2009 Roma, Italia |

## Risultati

### Batterie
| Posizione | Batteria | Corsia | Atleta                    | Nazionalità          | Tempo   | Note |
| --------- | -------- | ------ | ------------------------- | -------------------- | ------- | ---- |
| 1         | 6        | 4      | Sun Yang                  | Cina                 | 3:44.99 | Q    |
| 2         | 6        | 5      | James Guy                 | Regno Unito          | 3:45.37 | Q    |
| 3         | 6        | 6      | Ryan Cochrane             | Canada               | 3:45.86 | Q    |
| 4         | 7        | 3      | Connor Jaeger             | Stati Uniti          | 3:46.03 | Q    |
| 5         | 4        | 4      | Wojciech Wojdak           | Polonia              | 3:46.67 | Q    |
| 6         | 6        | 7      | Michael McBroom           | Stati Uniti          | 3:46.69 | Q    |
| 7         | 7        | 1      | Péter Bernek              | Ungheria             | 3:46.83 | Q    |
| 8         | 6        | 1      | Clemens Rapp              | Germania             | 3:47.19 | Q    |
| 9         | 6        | 2      | Florian Vogel             | Germania             | 3:47.34 |      |
| 10        | 7        | 5      | David McKeon              | Australia            | 3:47.36 |      |
| 11        | 7        | 4      | Mack Horton               | Australia            | 3:47.37 |      |
| 12        | 5        | 9      | Filip Zaborowski          | Polonia              | 3:47.59 |      |
| 13        | 6        | 9      | Henrik Christiansen       | Norvegia             | 3:47.71 |      |
| 14        | 7        | 6      | Nicholas Grainger         | Regno Unito          | 3:47.95 |      |
| 15        | 5        | 2      | Akram Ahmed               | Egitto               | 3:48.07 |      |
| 16        | 5        | 8      | Marwan El-Kamash          | Egitto               | 3:48.15 |      |
| 17        | 7        | 9      | Mads Glæsner              | Danimarca            | 3:48.78 |      |
| 18        | 7        | 2      | Myles Brown               | Sudafrica            | 3:48.86 |      |
| 19        | 6        | 3      | Velimir Stjepanović       | Serbia               | 3:49.49 |      |
| 20        | 5        | 1      | Felix Auböck              | Austria              | 3:50.04 |      |
| 21        | 4        | 8      | Nezir Karap               | Turchia              | 3:50.07 |      |
| 21        | 5        | 5      | Miguel Durán              | Spagna               | 3:50.07 |      |
| 23        | 5        | 4      | Jeremy Bagshaw            | Canada               | 3:50.54 |      |
| 24        | 3        | 4      | Cristian Quintero         | Venezuela            | 3:50.89 |      |
| 25        | 7        | 0      | Damien Joly               | Francia              | 3:50.89 |      |
| 26        | 4        | 6      | Li Yunqi                  | Cina                 | 3:51.30 |      |
| 27        | 7        | 7      | Andrea Mitchell D'Arrigo  | Italia               | 3:51.31 |      |
| 28        | 3        | 3      | Martin Bau                | Slovenia             | 3:51.44 |      |
| 29        | 4        | 1      | Marcelo Acosta            | El Salvador          | 3:51.45 |      |
| 30        | 5        | 0      | Ahmed Mathlouthi          | Tunisia              | 3:51.46 |      |
| 31        | 4        | 5      | Lander Hendrickx          | Belgio               | 3:51.61 |      |
| 32        | 3        | 2      | Richard Nagy              | Slovacchia           | 3:51.63 |      |
| 33        | 5        | 7      | David Brandl              | Austria              | 3:51.83 |      |
| 34        | 5        | 6      | Aleksandr Krasnych        | Russia               | 3:51.93 |      |
| 35        | 6        | 0      | Tsubasa Amai              | Giappone             | 3:52.06 |      |
| 36        | 4        | 9      | Ido Haber                 | Israele              | 3:52.08 |      |
| 37        | 7        | 8      | Ferry Weertman            | Paesi Bassi          | 3:52.18 |      |
| 38        | 3        | 5      | Martin Naidich            | Argentina            | 3:52.43 |      |
| 39        | 5        | 3      | Mychajlo Romančuk         | Ucraina              | 3:52.76 |      |
| 40        | 4        | 7      | Matias Koski              | Finlandia            | 3:52.86 |      |
| 41        | 2        | 2      | Christian Bayo            | Porto Rico           | 3:53.61 |      |
| 42        | 4        | 3      | Serhiy Frolov             | Ucraina              | 3:53.64 |      |
| 43        | 6        | 8      | Jan Micka                 | Rep. Ceca            | 3:53.79 |      |
| 44        | 4        | 0      | Jean-Baptiste Febo        | Svizzera             | 3:54.47 |      |
| 45        | 2        | 6      | Sven Arnar Saemundsson    | Croazia              | 3:55.43 |      |
| 46        | 3        | 7      | Alexei Sancov             | Moldavia             | 3:55.83 |      |
| 47        | 4        | 2      | Matthew Stanley           | Nuova Zelanda        | 3:56.71 |      |
| 48        | 3        | 6      | Mateo de Angulo           | Colombia             | 3:57.01 |      |
| 49        | 3        | 0      | Tomas Peribonio           | Ecuador              | 3:57.21 |      |
| 50        | 3        | 1      | Yeo Kai Quan              | Singapore            | 3:57.44 |      |
| 51        | 2        | 5      | Alin Artimon              | Romania              | 3:57.79 |      |
| 52        | 1        | 5      | Khader Baqlah             | Giordania            | 3:58.71 |      |
| 53        | 2        | 4      | Sim Wee Sheng Welson Sim  | Malaysia             | 3:58.75 |      |
| 54        | 2        | 0      | Irakli Revishvili         | Georgia              | 4:00.68 |      |
| 55        | 2        | 8      | Luis Ventura              | Messico              | 4:00.79 |      |
| 56        | 2        | 1      | Tanakrit Kittiya          | Thailandia           | 4:01.59 |      |
| 57        | 3        | 8      | Jessie Lacuna             | Filippine            | 4:01.61 |      |
| 58        | 2        | 3      | Raphaël Stacchiotti       | Lussemburgo          | 4:01.63 |      |
| 59        | 2        | 7      | Ensar Hajder              | Bosnia ed Erzegovina | 4:02.41 |      |
| 60        | 3        | 9      | Saurabh Sangvekar         | India                | 4:02.57 |      |
| 61        | 2        | 9      | Alex Sobers               | Barbados             | 4:05.07 |      |
| 62        | 1        | 4      | Iacovos Hadjiconstantinou | Cipro                | 4:06.38 |      |
| 63        | 1        | 3      | Geoffrey Butler           | Isole Cayman         | 4:07.41 |      |
| 64        | 1        | 7      | Klavio Meca               | Albania              | 4:08.18 |      |
| 65        | 1        | 6      | Ahmed Gebrel              | Palestina            | 4:09.97 |      |
| 66        | 1        | 2      | Brandon Schuster          | Samoa                | 4:15.30 |      |
| 67        | 1        | 1      | Haris Bandey              | Pakistan             | 4:31.90 |      |
| 68        | 1        | 8      | Andrianirina Lalanomena   | Madagascar           | 4:49.08 |      |

### Finale
| Posizione | Corsia | Nome            | Nazionalità | Tempo   | Note |
| --------- | ------ | --------------- | ----------- | ------- | ---- |
|           | 4      | Sun Yang        | Cina        | 3:42.58 |      |
|           | 5      | James Guy       | Regno Unito | 3:43.75 | NR   |
|           | 3      | Ryan Cochrane   | Canada      | 3:44.59 |      |
| 4         | 6      | Connor Jaeger   | Stati Uniti | 3:44.81 |      |
| 5         | 1      | Péter Bernek    | Ungheria    | 3:46.29 |      |
| 6         | 2      | Wojciech Wojdak | Polonia     | 3:46.81 |      |
| 7         | 8      | Clemens Rapp    | Germania    | 3:48.52 |      |
| 8         | 7      | Michael McBroom | Stati Uniti | 3:51.94 |      |